# Megaschizomus zuluanus
Espèce
Synonymes
- Schizomus zuluanus Lawrence, 1947

Megaschizomus zuluanus est une espèce de schizomides de la famille des Hubbardiidae.

## Distribution
Cette espèce est endémique d'Afrique du Sud. Elle se rencontre au KwaZulu-Natal.

## Étymologie
Son nom d'espèce lui a été donné en référence au lieu de sa découverte, le Zululand.

## Publication originale
- Lawrence, 1947 : A collection of Arachnida made by Dr. I. Tragardh in Natal and Zululand (1904-1905). Göteborgs Kungliga Vetenskaps och Vitterhets Samhälles Handlingar, sér. B, vol. 5, no 9, p. 1-41.